# Zofia Reutt-Witkowska
Zofia Maria Reutt-Witkowska (ur. 5 marca 1893 w Warszawie, zm. 12 lutego 1938 w Poznaniu) – polska poetka, pisarka, tłumacz i historyk literatury.
Autorka książek dla dzieci i młodzieży. Tłumaczyła z języka angielskiego dzieła Byrona (Manfred) i Elizabeth Barrett Browning (Sonety).
W latach 1926−1929 współpracowała z tygodnikiem „Bluszcz”.
Spoczywa na cmentarzu Powązkowskim w Warszawie (kwatera I-7/8-17/18/19/20).

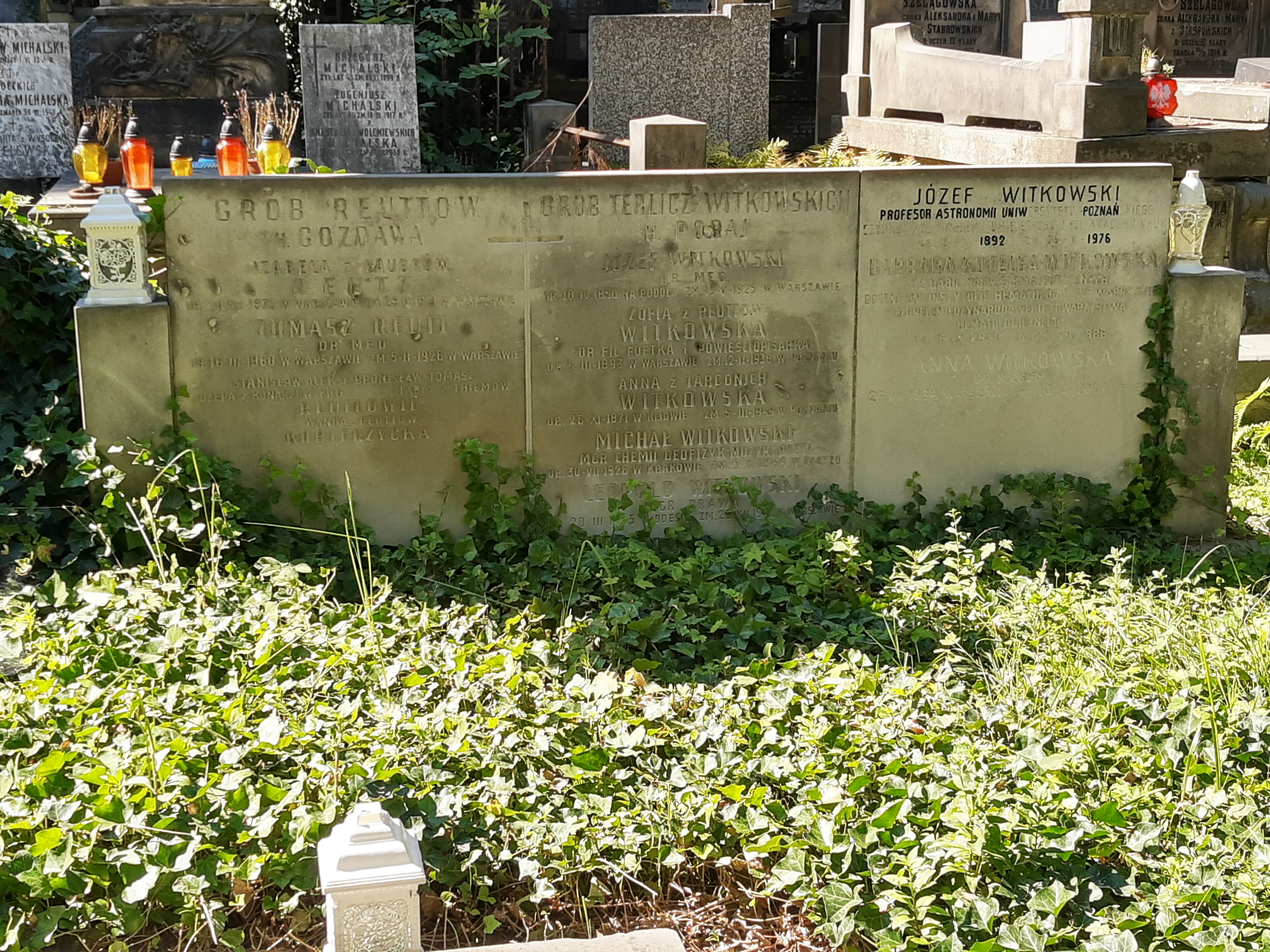
Grób prof. Józefa Witkowskiego i Zofii Reutt-Witkowskiej na Starych Powązkach

## Twórczość
- 1921−1922 − Studja nad utworami dramatycznemi Korzeniowskiego − trzyczęściowe studium literackie
- 1923 − Bajki wielkanocne
- 1925 − Pielgrzym. Legenda Ossjaku − poemat
- 1926 − Opowieści średniowieczne − zbiór wierszy
- 1928 − Kraska w jarzębinie − powieść
- 1929 − Bajki choinkowe
- 1930 − Dwór niestraszny. Bajki o lecie
- 1933 − Mrowisko − powieść
- 1933 − Zamek Swarożyca. Saga pomorska − poemat
- 1937 − Ołtarz Wniebowzięcia − powieść
- 1973 − Ołtarze innego słońca − zbiór wierszy opublikowany współcześnie w Londynie przez Oficynę Poetów i Malarzy